# Airbus Vahana
Die Vahana war ein elektrisch angetriebenes senkrechtstartendes Kippflügel-Wandelflugzeug mit acht Propellern, das sich selbst steuerte. Es war ein Demonstrator, der von Airbus in San José, USA entwickelt wurde; das Projekt wurde 2019 eingestellt.

## Geschichte
Der vom europäischen Flugzeugbauer Airbus finanzierte, Vahana (Sanskrit: „Fahrzeug“) genannte Wandelflugzeugentwurf wurde 2016 begonnen. Er wird bei A³ (ausgesprochen: A-cubed), dem erweiterten Projekt- und Partnerschafts-Außenposten von Airbus im Silicon Valley entwickelt. Airbus kann „sich vorstellen, dass Vahana von Pendlern im Alltag als kostenvergleichbarer Ersatz für Nahverkehrsmittel wie Autos oder Züge genutzt wird.“ 2017 flogen in Santa Clara Kleinmodelle, um das Vahana-Konzept zu erproben. Vahana soll Teil der Mobilität im urbanen Luftraum werden.
Der Prototyp Vahana Alpha One wurde im Juni 2017 erstmals öffentlich auf der Pariser Luftfahrtschau präsentiert. Beim Erstflug am 31. Januar 2018 in Pendleton (Oregon), startete Vahana selbständig und erreichte innerhalb von 53 Sekunden 5 Meter Flughöhe. Bis August 2018 wurden mehr als 25 Flüge im Schwebeflug absolviert und auch die Transition, also der Übergang in den Vorwärtsflug getestet.
Nach rund 50 kurzen Testflügen gelang am 12. Februar 2019 der erste Langstreckenflug des Demonstrators.
Tom Enders, der damalige Chef von Airbus meinte: „Ich bin kein großer Fan von Star Wars, aber es ist nicht verrückt, sich vorzustellen, dass unsere Großstädte eines Tages fliegende Autos auf Straßen am Himmel haben werden.“ 2016 wurde Uber als Partner ins Auge gefasst. Der Flug sollte über eine App gebucht werden können. Für 2020 war die Markteinführung geplant.
Stattdessen stellte Airbus das Projekt Vahana im Dezember 2019 zugunsten des CityAirbus ein. Der letzte von 138 Testflügen mit über 13 Stunden Gesamtflugdauer und 900 km Flugstrecke fand am 14. November 2019 statt. Die längste Einzelflugdauer betrug dabei etwa 20 Minuten, die längste zurückgelegte Einzelstrecke war 50 km. Zum Abschluss des Projekts sagte Zachary Lovering, Vice President UAM (Urban Air Mobility) Systems von Airbus: „Die Erkenntnisse beider Fluggeräte - Vahana und CityAirbus - werden genutzt, um unsere Beziehung zu den Aufsichtsbehörden zu verbessern und Schlüsseltechnologien zu verstehen.“ Er hat inzwischen ein eigenes Unternehmen gegründet.

## Konstruktion
Die Vahana Alpha wurde als preisgünstiges elektrisches Senkrechtstart-Fluggerät mit zunächst einem Passagier konzipiert. Zusätzliche Akkumulatoren sind geplant, um die Reichweite zu vergrößern. Die beiden überzeugendsten Konfigurationen sind der elektrische Helikopter und eine Kippflügel-Variante mit acht Propellern. Für beide Konfigurationen wurden eine Abschätzung der Schwebeleistung auf Basis der Blattelement-Impulstheorie durchgeführt. Derzeit ist die Konfiguration des Elektrohubschraubers in niedrigen Höhen überzeugender, während die Konfiguration mit Kippflügeln für größere Entfernungen günstiger ist. Die Kippflügelkonfiguration bietet weitere Vorteile wie weniger Lärm und erhöhte Sicherheit für Urban Air Mobility. Außerdem ist sie durch den Auftrieb durch die Flügel wirtschaftlicher.
Im Cockpit gibt es nur einen einzigen Monitor, da Vahana sich selbst steuert.
Vahana wird unter anderem deshalb als autonomes Fluggerät entwickelt, weil die Entwickler ein Flugaufkommen erwarten, für das die heutige Anzahl an Piloten nicht ausreichen würde. Ein weiterer Grund ist die höhere Nutzlast und das Sparen von Lohnkosten. Im Unterschied zum autonomen Fahren muss beim autonomen Fliegen mit deutlich höherer Geschwindigkeit und in drei statt zwei Dimensionen navigiert werden. Dies erfordert höhere Rechengeschwindigkeit und schnellere Sensorik und Aktorik.

## Technische Daten
Daten von Electric VTOL News by the Vertical Flight Society (aktualisiert Mai 2018)
| Kenngröße                | Alpha One (unbemannt)         | Alpha Two / Beta              |
| ------------------------ | ----------------------------- | ----------------------------- |
| Luftfahrzeugkennzeichen  | N301VX                        | N302VX                        |
| Besatzung                | selbststeuernd                | selbststeuernd                |
| Passagiere               | 1                             | 2                             |
| Rumpflänge               | 5,7 m                         | 5,86 m                        |
| Spannweite               | 6,25 m                        | 6,25 m                        |
| Höhe                     | 2,81 m                        | 2,81 m                        |
| Nutzlast                 | 90 kg                         | 200 kg                        |
| Leermasse                | 475 kg                        | 475 kg                        |
| max. Startmasse          | 815 kg                        | 815 kg                        |
| Reisegeschwindigkeit     | 200 km/h                      | 230 km/h                      |
| Dienstgipfelhöhe         | 1524 m (bei 35 °C)            | 3048 m (bei 35 °C)            |
| Reichweite (mit Reserve) | 60 km                         | 100 km                        |
| Triebwerke               | 8 Elektromotoren mit je 45 kW | 8 Elektromotoren mit je 45 kW |
| Propeller                | 8 × 3-Blatt, Ø je 1,5 m       | 8 × 3-Blatt, Ø je 1,5 m       |

### Zusätzliche Gewichtsangaben
Für beide Fluggeräte-Varianten beträgt die Masse der Lithium-Polymer-Akkumulatoren etwa ein Drittel der Startmasse. Die Leistungsdichte eines Hubschraubergetriebes wird mit 6,3 kW/kg angenommen. Bei beiden Konfigurationen sind jeweils 15 kg für Avionik-Komponenten und 15 kg für einen absturzgesicherten Sitz vorgesehen. Elektrische Stellantriebe benötigen jeweils 0,65 kg (8 Einheiten für Hubschrauber und 12 Einheiten für Kippflügel). Zusätzlich verfügt der Kippflügel über zwei Aktuatoren (je 4 kg). Weitere 10 % erfordern Beschläge und verschiedene Hardware.

### Leistungscharakteristiken
Die für den Reiseflug notwendige Leistung ist beim Kippflügelflugzeug geringer als bei einem elektrisch angetriebenen Hubschrauber. Die Rotorkreisflächenbelastung (Verhältnis von Startmasse zu Rotorkreisfläche) ist für beide konstruktive Auslegungen ähnlich der von bereits existierenden leichten Hubschraubern. Die notwendige Antriebsleistung von elektrischen Hubschraubern ist beim Schwebeflug geringer als bei Kippflüglern.

## Dokumentationen

### Zeichnungen
Einige anschauliche Zeichnungen und Erläuterungen sind unter FAULT-TOLERANT ELECTRICAL SYSTEMS FOR AIRCRAFT zu sehen.

### Video / Film
- eVTOL / MHM Publishing: Airbus Vahana bei der HAI Heli-Expo 2020 in Anaheim, Kalifornien[31]
- Aviation International News: Überblick über eVTOL-Konzepte mit Schwerpunkt Airbus Vahana[32]